# United States Fleet Forces Command
Das United States Fleet Forces Command (USFLTFORCOM) ist das Oberkommando der US Navy, zuständig für die Operationen im und um den Atlantik. Das Kommando ist im Jahre 2001 aus der 1906 aufgestellten United States Atlantic Fleet (USLANTFLT) entstanden, die das 20. Jahrhundert hindurch ein integraler Bestandteil der US-amerikanischen Verteidigungspolitik war. Zudem stellte das Kommando  die Marinekomponente des United States Joint Forces Command dar, welches jedoch am 4. August 2011 auf Anordnung des Präsidenten aufgelöst wurde.
Im Jahre 2002 bestand die Flotte aus über 118.000 Angehörigen der Teilstreitstärke US Navy und United States Marine Corps, die auf 186 Schiffen und 1.300 Flugzeugen dienten. Die operative Flotte, also die Ansammlung von Kampfschiffen, ist die 2. Flotte, zuständig für ein Operationsgebiet im Atlantik vom Nordpol bis zur Höhe von Florida inklusive des Golfs von Mexiko.

## Geschichte

### Entstehung

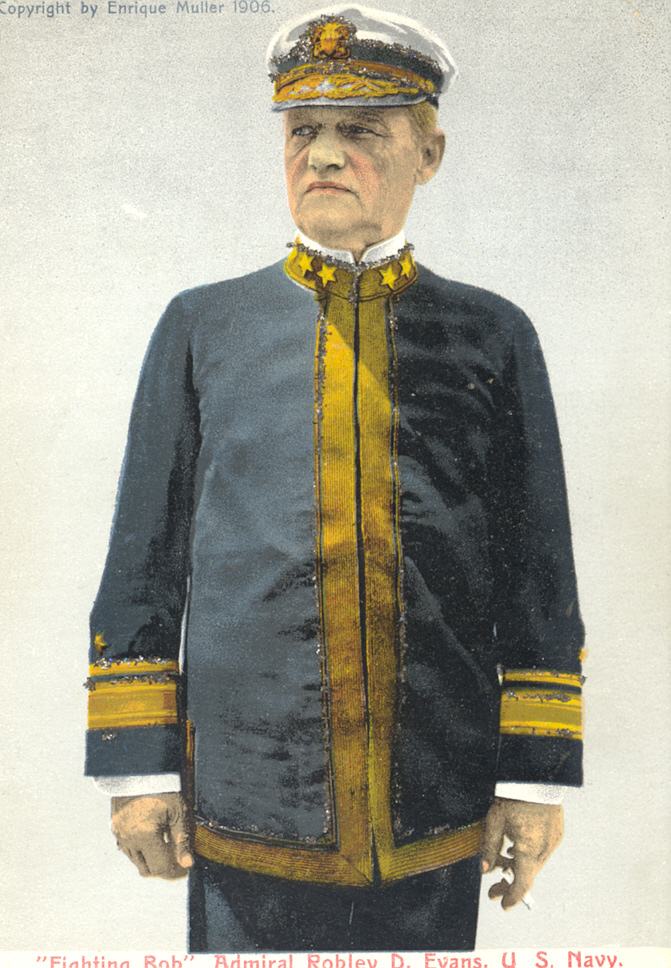
Robley D. Evans

1906 stellte US-Präsident Theodore Roosevelt zwei Flotten auf. Die Atlantikflotte und die Pazifikflotte waren nötig geworden, um die neuen Stützpunkte zuzuordnen, die als Ergebnis des Spanisch-Amerikanischen Krieges in der Karibik und im Pazifik entstanden waren. Die Atlantikflotte entstand aus der Kombination des nord- und des südatlantischen Geschwaders der US Navy.
Der erste Kommandeur dieser Flotte war Rear Admiral Robley D. Evans, der das Schlachtschiff USS Maine seit dem 1. Januar 1906 als Flaggschiff nutzte. Ein Jahr später formte Evans auf Befehl Roosevelts einen Verband von 16 dampfgetriebenen Linienschiffen, genannt die Große Weiße Flotte, und fuhr mit ihr vom 16. Dezember 1907 bis zum 22. Februar 1909 einmal um die Erde; gedacht war diese Unternehmung als Demonstration der Seemacht der Vereinigten Staaten.

### Reorganisation und Aufstellung der United States Fleet
Mit dem Generalbefehl vom 6. Dezember 1922 wurden die Atlantik- und Pazifikflotte zur United States Fleet zusammengelegt, wobei die Pazifikflotte mit dem Hauptteil der Schiffe ausgestattet wurde. Im Zuge dieser Reorganisation wurden die Flotten umbenannt, die Battle Fleet (deutsch: „Schlachtflotte“) diente nun im Pazifik, während die kleinere der beiden Flotten, die Scouting Fleet (1930 umbenannt in Scouting Force), im Atlantik eingesetzt wurde.
Der Kommandeur der Atlantikflotte hatte von 1906 bis 1922 und abermals von 1941 bis 2002 den Titel Commander in Chief, Atlantic Fleet. Während der erwähnten Reorganisation und Aufstellung des United States Fleet wurde dieser Titel ausgemustert und durch den des Commander Scouting Force ersetzt.

### Reorganisation während des Zweiten Weltkrieges

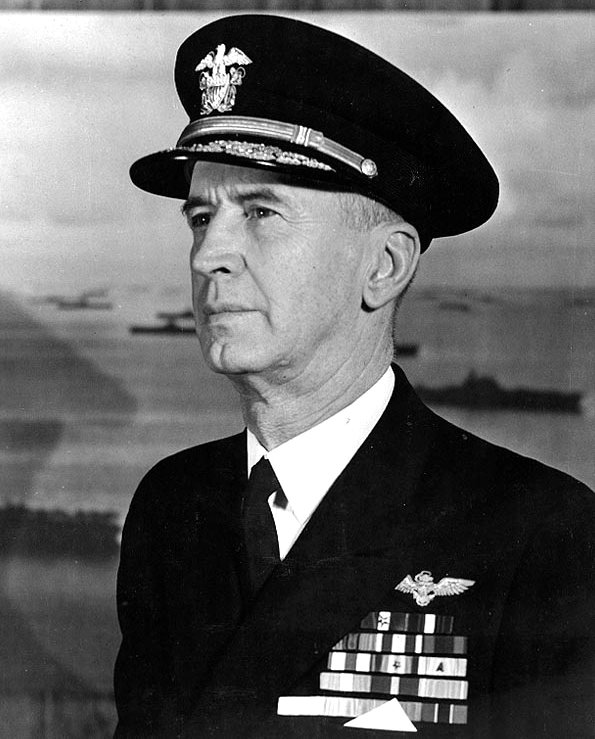
Ernest J. King

In Vorbereitung auf den Zweiten Weltkrieg wurde am 1. Februar 1941 durch den Generalbefehl 143 eine erneute Reorganisation der US-Flotte durchgeführt. Die Institution der US Fleet wurde aufgegeben und die drei verschiedenen Flotten wiederhergestellt: die atlantische, die pazifische und die asiatische. Zudem wurde durch diesen Befehl bestimmt, dass nun jede der Flotten von einem Admiral geführt werden sollte. Infolge wurde Rear Admiral Ernest J. King am genannten 1. Februar zum Admiral befördert und übernahm mit seinem Flaggschiff, der Texas, als Commander in Chief, United States Atlantic Fleet das Kommando über die, wieder so genannte, Atlantikflotte. Sollten zwei oder mehr Flotten miteinander agieren, so würde der Titel des Oberbefehlshabers der US-Flotte (Commander in Chief, United States Fleet/CINCUS) demjenigen Kommandeur einer Flotte verliehen, der das Gesamtkommando führt. Mit Ausnahme dieses speziellen Szenarios unterstanden die drei Flottenkommandeure direkt dem Secretary of the Navy und dem US-Präsidenten. Vom April 1941 bis zum April 1948 wurden vier Flaggschiffe als Hauptquartier des Kommandeurs der Atlantikflotte genutzt: die Augusta (Schiff, 1931) (April 1941 – Januar 1942), die historische Korvette Constellation (Januar 1942 – August 1942), die Vixen (August 1942 – Mai 1946) und die Pocono (Mai 1946 – April 1948). Seit dem 5. April 1948 dient das ehemalige US-Marinekrankenhaus in Norfolk, Virginia, als Hauptquartier der Atlantikflotte.
Am 1. Februar 1941 übernahm Husband E. Kimmel im Dienstgrad eines Admirals den Posten des Kommandeurs der US-Pazifikflotte und zudem den des Commander in Chief, United States Fleet. Nach dem Angriff auf Pearl Harbor, am 17. Dezember 1941, wurde Kimmel am selben Tag zusammen mit dem Kommandeur der Bodentruppen, Walter C. Short, für das Desaster von Pearl Harbor verantwortlich gemacht und des Kommandos enthoben. Einen Tag später, am 18. Dezember, wurde durch eine Executive Order der Posten des Command-in-Chief, United States Fleet (COMINCH) als Oberbefehlshaber der drei Flotten wiederhergestellt. Am 20. Dezember übernahm Admiral King diesen Posten. Ein wichtiger Unterschied zum früheren Posten des CINCUS zum jetzigen COMINCH war, dass dessen Hauptquartier nun nicht mehr bei der Flotte, sondern in Washington, D.C., war.
Die Kommandotrennung zwischen King als Oberbefehlshaber der Flotte und dem Chief of Naval Operations (CNO), Admiral Harold R. Stark, erwies sich als uneffektiv. Durch die Executive Order 9096 vom 12. März 1942 veranlasste US-Präsident Franklin D. Roosevelt, dass der Posten des Chief of Naval Operations und des Commander-in-Chief, United States Fleet zugleich von einem einzigen Offizier besetzt werden konnte. Daraufhin wurde King zusätzlich der Posten des CNO übertragen. King löste Stark am 29. März ab und behielt die beiden Posten bis zum Ende des Krieges. Am 10. Oktober 1945 wurde der Posten des COMINCH durch Admiral King aufgegeben und dessen Funktionen in den Posten des CNO übertragen.

### Reorganisation nach dem Zweiten Weltkrieg und Einbindung in die NATO
Nach dem Ende des Zweiten Weltkrieges wurde die Führungsorganisation, die sich seit 1942 herausgebildet hatte durch den National Security Act von 1947 legalisiert. Die Führungsorganisation der US Army, also eine zentralisierte Kommandokette, hatte sich während des Krieges gegen das dezentrale System der US Navy, in dem Spezialisten in ihrem Gebiet führen, durchgesetzt. Daher wurden mit dem Gesetz von 1947 sogenannte Unified Combatant Commands mit entweder regionaler oder fachlicher Kompetenz geschaffen, darunter das US Atlantic Command (CINCLANT), das heutige US Joint Forces Command, als regionales Kommando zuständig für den Atlantischen Ozean. Zwischen 1947 und 1985 wurde der Posten des Kommandeurs der Atlantikflotte und des US Atlantic Command in Personalunion von einem Admiral ausgefüllt. Der Erste der diese beiden Posten bekleidete war Admiral William H. P. Blandy. Im Jahre 1952 kam zu den beiden Posten noch der des NATO-Oberkommandeurs für den Atlantik, der Supreme Allied Commander Atlantic (SACLANT), hinzu. Admiral Lynde D. McCormick übernahm am 10. April 1952 als erster den neugeschaffenen Posten des SACLANT.
Im Zuge einer weiteren Reorganisation der US-Streitkräfte durch den Goldwater-Nichols Act im Jahre 1986 wurde der Posten des Kommandeurs der US-Atlantikflotte bereits 1985 von den anderen beiden Posten getrennt. Admiral Wesley L. McDonald war der letzte Kommandeur, der alle drei Posten innehatte. Er übergab das Kommando über die US-Atlantikflotte am 4. Oktober 1985 an Admiral Carlisle A. H. Trost. Übergangsweise wurde der Kommandeur der Atlantikflotte ein Jahr lang als stellvertretender Kommandeur des Atlantic Command bezeichnet, bis der 1986 eingesetzte Admiral Frank B. Kelso II. diesem Posten am 16. September an Major General Thomas G. Darling abgab.

### Nach dem Ende des Kalten Krieges
Nach dem Ende des Kalten Krieges führte der Kommandeur der US-Atlantikflotte vom 1. Februar 1991 bis Februar 2000 die Navy-Komponente des US Southern Command. Am 17. Februar 2000 gab Admiral Vernon E. Clark diesen Verantwortungsbereich dann an den neuen Commander, US Naval Forces Southern Command (COMUSNAVSO), entstanden aus dem vormaligen Commander, South Atlantic Force, ab. Diesem neuen Posten waren jedoch keine permanenten schwimmenden Einheiten unterstellt. So blieb der Kommandeur der US-Atlantikflotte unter dem Oberkommando des US Joint Forces Command (vormals US Atlantic Command) Truppensteller für das Operationsgebiet des US Southern Command in und um Südamerika.
Seit dem 1. Juni 1992 ist dem Kommandeur der US-Atlantikflotte zudem die Marinekomponente des US Strategic Command unterstellt.
Am 1. Oktober 2001 wurde dem Kommandeur der US-Atlantikflotte zusätzlich das Kommando über das neue Fleet Forces Command (FLTFORCOM) übertragen, dieses war zuständig für die Koordination, den Aufbau und die Implementierung neuer Standards für die Besatzung, Ausrüstung und die Ausbildung der Atlantik- und Pazifikflotte zwischen ihren Einsätzen. Am 1. Oktober 2002, also ein Jahr später, übernahm der Kommandeur der Atlantikflotte die Marinekomponente des neuaufgestellten US Northern Command. Vier Jahre danach, am 23. Mai 2006, wurden die Posten des Commander, Fleet Forces Command und Commander, US Atlantic Fleet aufgegeben und durch den Commander, US Fleet Forces Command ersetzt. Dieser war nun verantwortlich für die Aufgaben der vorherigen beiden Posten und dient seitdem als Beauftragter für Flottenpersonal, Ausbildung, Beschaffungen, Wartung und operative Angelegenheiten und untersteht direkt dem CNO und unterstützt als Marinekomponente das US Joint Forces Command.
Am 24. Oktober 2002 reservierte US-Verteidigungsminister Donald Rumsfeld den Titel Commander in Chief für den US-Präsidenten und alle militärische Oberkommandierenden tragen seitdem nur noch den Titel Commander (Beispiel: Commander, US Atlantic Fleet).

## Unterstellte Kommandos und Verbände
Dem United States Fleet Forces Command sind folgende Kommandos und Verbände unterstellt:
- Einsatzverbände
  -  Naval Air Force Atlantic (AIRLANT)
  -  Naval Surface Forces Atlantic (SURFLANT)
  -  Submarine Force Atlantic (SUBLANT)
  -  Navy Expeditionary Combat Command (NECC)
  - Navy Munitions Command Atlantic (NMCLANT)
- Unterstützungsverbände
  - Board of Inspection and Survey (INSURV)
  -  Military Sealift Command (MSC)
  - Naval Information Forces (NAVIFOR)
  -  Naval Meteorology and Oceanography Command (METOC)
  - Navy Warfare Development Command (NWDC)

## Liste der Kommandeure

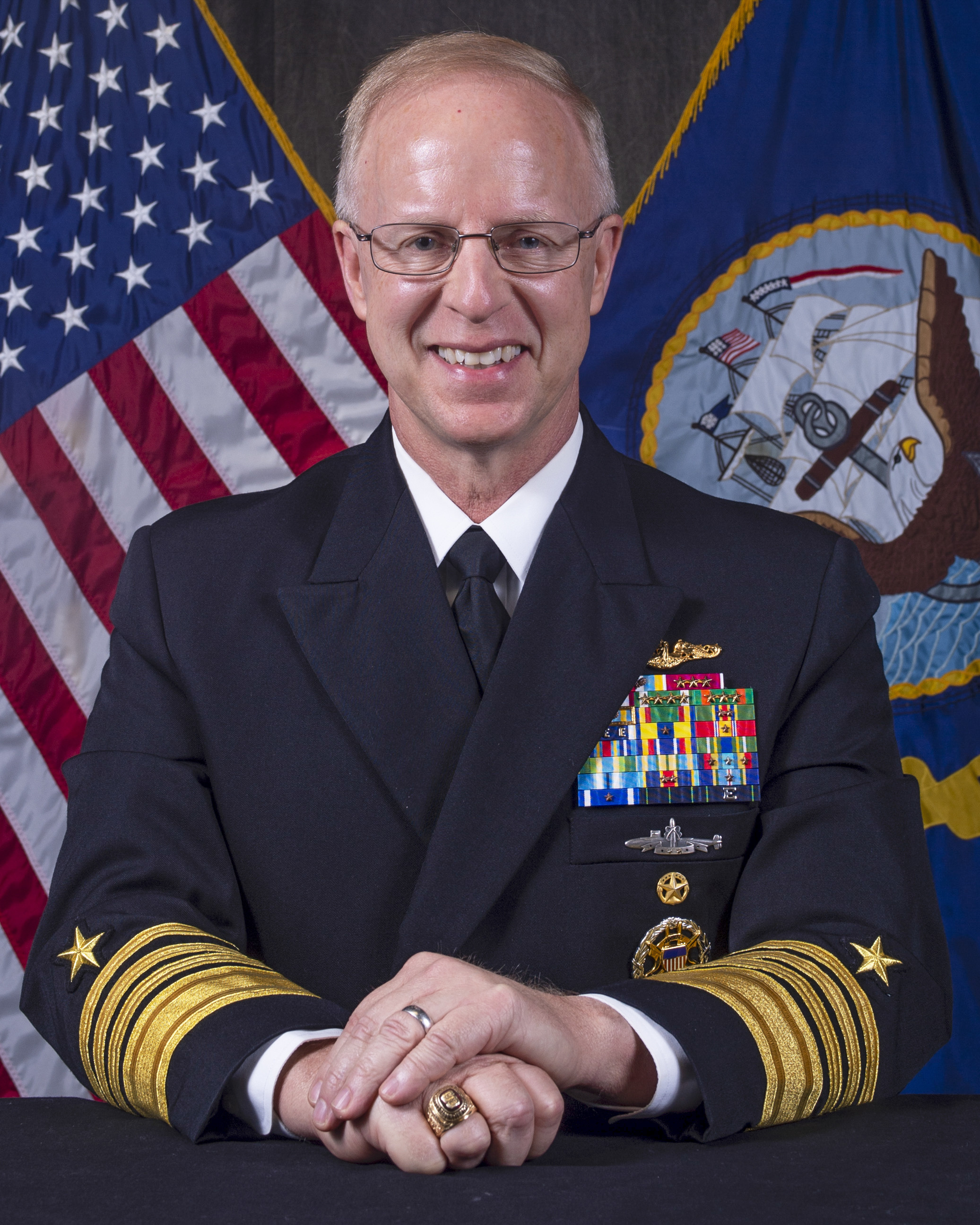
Daryl L. Caudle, Befehlshaber seit Dezember 2021

| Name                             | Beginn der Berufung | Ende der Berufung  | Anmerkung |
| -------------------------------- | ------------------- | ------------------ | --- |
| Admiral Daryl Caudle             | 7. Dezember 2021    |                    | Commander, US Fleet Forces Command                                                                                   |
| Admiral Christopher W. Grady     | 4. Mai 2018         | 7. Dezember 2021   | Commander, US Fleet Forces Command                                                                                   |
| Admiral Philip S. Davidson       | 19. Dezember 2014   | 4. Mai 2018        | Commander, US Fleet Forces Command                                                                                   |
| Admiral William E. Gortney       | 14. September 2012  | 24. November 2014  | Commander, US Fleet Forces Command                                                                                   |
| Admiral John C. Harvey, Jr.      | 24. Juli 2009       | 14. September 2012 | Commander, US Fleet Forces Command                                                                                   |
| Admiral Jonathan W. Greenert     | 29. September 2007  | 24. Juli 2009      | Commander, US Fleet Forces Command                                                                                   |
| Admiral Gary Roughead            | 17. Mai 2007        | 29. September 2007 | Commander, US Fleet Forces Command                                                                                   |
| Admiral John B. Nathman          | 18. Februar 2005    | 16. Mai 2007       | Commander, US Fleet Forces Command; bis zum 22. Mai 2006 zudem Commander, US Atlantic Fleet                          |
| Admiral William J. Fallon        | 3. Oktober 2003     | 18. Februar 2005   | Commander, US Fleet Forces Command und Commander, US Atlantic Fleet                                                  |
| Admiral Robert J. Natter         | 23. Juni 2000       | 3. Oktober 2003    | Commander, US Atlantic Fleet; seit dem 1. Oktober 2002 zudem Commander, US Fleet Forces Command                      |
| Admiral Vernon E. Clark          | 17. September 1999  | 23. Juni 2000      | Commander in Chief, US Atlantic Fleet                                                                                |
| Admiral J. Paul Reason           | 20. Dezember 1996   | 17. September 1999 | Commander in Chief, US Atlantic Fleet                                                                                |
| Admiral William J. Flanagan, Jr. | 5. Oktober 1994     | 20. Dezember 1996  | Commander in Chief, US Atlantic Fleet                                                                                |
| Admiral Henry H. Mauz, Jr.       | 13. Juli 1992       | 5. Oktober 1994    | Commander in Chief, US Atlantic Fleet                                                                                |
| Admiral Paul David Miller        | 31. Januar 1991     | 13. Juli 1992      | Commander in Chief, US Atlantic Fleet                                                                                |
| Admiral Powell F. Carter, Jr.    | 4. November 1988    | 31. Januar 1991    | Commander in Chief, US Atlantic Fleet                                                                                |
| Admiral Frank B. Kelso II.       | 30. Juni 1986       | 4. November 1988   | Commander in Chief, US Atlantic Fleet und Deputy Commander in Chief, US Atlantic Command                             |
| Admiral Carlisle A. H. Trost     | 4. Oktober 1985     | 30. Juni 1986      | Commander in Chief, US Atlantic Fleet und Deputy Commander in Chief, US Atlantic Command                             |
| Admiral Wesley L. McDonald       | 30. September 1982  | 4. Oktober 1985    | Commander in Chief, US Atlantic Fleet; Commander in Chief, US Atlantic Command und Supreme Allied Commander Atlantic |
| Admiral Harry D. Train II.       | 30. September 1978  | 30. September 1982 | Commander in Chief, US Atlantic Fleet; Commander in Chief, US Atlantic Command und Supreme Allied Commander Atlantic |
| Admiral Isaac C. Kidd, Jr.       | 30. Mai 1975        | 30. September 1978 | Commander in Chief, US Atlantic Fleet; Commander in Chief, US Atlantic Command und Supreme Allied Commander Atlantic |
| Admiral Ralph Wynne Cousins      | 31. Oktober 1972    | 30. Mai 1975       | Commander in Chief, US Atlantic Fleet; Commander in Chief, US Atlantic Command und Supreme Allied Commander Atlantic |
| Admiral Charles K. Duncan        | 30. September 1970  | 31. Oktober 1972   | Commander in Chief, US Atlantic Fleet; Commander in Chief, US Atlantic Command und Supreme Allied Commander Atlantic |
| Admiral Ephraim P. Holmes        | 17. Juni 1967       | 30. September 1970 | Commander in Chief, US Atlantic Fleet; Commander in Chief, US Atlantic Command und Supreme Allied Commander Atlantic |
| Admiral Thomas H. Moorer         | 30. April 1965      | 17. Juni 1967      | Commander in Chief, US Atlantic Fleet; Commander in Chief, US Atlantic Command und Supreme Allied Commander Atlantic |
| Admiral Harold P. Smith          | 30. April 1963      | 30. April 1965     | Commander in Chief, US Atlantic Fleet; Commander in Chief, US Atlantic Command und Supreme Allied Commander Atlantic |
| Admiral Robert L. Dennison       | 28. Februar 1960    | 30. April 1963     | Commander in Chief, US Atlantic Fleet; Commander in Chief, US Atlantic Command und Supreme Allied Commander Atlantic |
| Admiral Jerauld Wright           | 12. April 1954      | 28. Februar 1960   | Commander in Chief, US Atlantic Fleet; Commander in Chief, US Atlantic Command und Supreme Allied Commander Atlantic |
| Admiral Lynde D. McCormick       | 15. August 1951     | 12. April 1954     | Commander in Chief, US Atlantic Fleet; Commander in Chief, US Atlantic Command und Supreme Allied Commander Atlantic |
| Admiral William M. Fechteler     | 1. Februar 1950     | 15. August 1951    | Commander in Chief, US Atlantic Fleet und Commander in Chief, US Atlantic Command                                    |
| Admiral William H. P. Blandy     | 3. Februar 1947     | 1. Februar 1950    | Commander in Chief, US Atlantic Fleet und Commander in Chief, US Atlantic Command                                    |
| Admiral Marc A. Mitscher         | 26. September 1946  | 3. Februar 1947    | Commander in Chief, US Atlantic Fleet                                                                                |
| Admiral Jonas H. Ingram          | 15. November 1944   | 26. September 1946 | Commander in Chief, US Atlantic Fleet                                                                                |
| Admiral Royal E. Ingersoll       | 30. Dezember 1941   | 15. November 1944  | Commander in Chief, US Atlantic Fleet                                                                                |
| Admiral Ernest J. King           | 1. Februar 1941     | 30. Dezember 1941  | Commander in Chief, US Atlantic Fleet                                                                                |
| ???                              | 1936                | ???                | Commander Scouting Force                                                                                             |
| Isaac C. Kidd                    | 1935                | 1936               | Commander Scouting Force                                                                                             |
| Vice Admiral Arthur L. Willard   | 10. Juli 1930       | Juli 1932          | Commander Scouting Force                                                                                             |
| Vice Admiral William C. Cole     | 21. Juni 1929       | 14. Juni 1930      | Commander Scouting Force                                                                                             |
| Ashley H. Robertson              | 1927                | ???                | Commander Scouting Fleet; seit 1930 Commander Scouting Force                                                         |
| Josiah S. McKean                 | 1924                | ???                | Commander Scouting Fleet                                                                                             |
| Newton A. McCully                | 1923                | 1924               | Commander Scouting Fleet                                                                                             |
| John D. McDonald                 | 1922                | 1923               | Commander Scouting Fleet                                                                                             |
| Hilary P. Jones                  | Juni 1921           | Dezember 1922      | Commander in Chief, US Atlantic Fleet                                                                                |
| Admiral Henry B. Wilson          | Juli 1919           | Juni 1921          | Commander in Chief, US Atlantic Fleet                                                                                |
| Admiral Henry T. Mayo            | Juni 1916           | Juli 1919          | Commander in Chief, US Atlantic Fleet                                                                                |
| Rear Admiral Frank F. Fletcher   | September 1914      | Juni 1916          | Commander in Chief, US Atlantic Fleet                                                                                |
| Rear Admiral Charles J. Badger   | Januar 1913         | September 1914     | Commander in Chief, US Atlantic Fleet                                                                                |
| Rear Admiral Hugo Osterhaus      | Juni 1911           | Januar 1913        | Commander in Chief, US Atlantic Fleet                                                                                |
| Rear Admiral Seaton Schroeder    | März 1909           | Juni 1911          | Commander in Chief, US Atlantic Fleet                                                                                |
| Rear Admiral Charles S. Sperry   | Mai 1908            | März 1909          | Commander in Chief, US Atlantic Fleet                                                                                |
| Rear Admiral Robley D. Evans     | März 1905           | Mai 1908           | Commander in Chief, US Atlantic Fleet                                                                                |